# Lasse Åberg
Lars Gunnar ("Lasse") Åberg (Hofors, 5 mei 1940) is een Zweeds acteur, artiest, filmregisseur en muzikant. 

## Biografie
Åberg werd geboren in Hofors en groeide op in Stockholm. Tussen 1960 en 1964 studeerde hij aan de Konstfack-academie op de grafische afdeling. 
Åberg produceerde een reeks succesvolle Zweedse films, vaak over de gebruiken en typische kenmerken van het land, die meestal op een grappige wijze werden vertolkt. Hiermee genereerde hij alleen in Zweden al een omzet van 300 miljoen Zweedse kronen. Ook ontwikkelde hij de kindertelevisieserie Trazan & Banarne, die in de jaren 70 en 80 te zien was. 
Als artiest speelde hij in de Electric Banana Band. 

## Filmografie
- 1972 - 47'an Löken blåser på (als Generaal Painriche)
- 1979 – Repmånad (regie, scenario, hoofdpersonage)
- 1980 – Sällskapsresan (regie, scenario, hoofdpersonage)
- 1985 – Sällskapsresan 2 - Snowroller (regie, scenario, hoofdpersonage)
- 1988 – S.O.S. - En segelsällskapsresa (regie, scenario, hoofdpersonage)
- 1991 – Den ofrivillige golfaren (regie, scenario,hoofdpersonage)
- 1999 – Hälsoresan - En smal film av stor vikt (regie, scenario, hoofdpersonage)
- 2011 – The Stig-Helmer Story (regie, scenario, hoofdpersonage)